# 灰犀鸟属
灰犀鳥屬是犀鸟科下的一个属。本屬物種分佈於印度、斯里蘭卡及尼泊爾，目前下屬三種。

## 分類歷史
本屬為英國鳥類學家艾倫·奧克塔維恩·休謨於1873年建立。其模式種後續在1882年由美國動物學家丹尼尔·吉罗·艾略特指定為彎嘴灰犀鳥。其屬名來自古希臘語的，意指「有尖角的」。

## 物種列表
本屬包含以下物種：
- 印度灰犀鸟 Ocyceros griseus (Latham, 1790)
- 斯里蘭卡灰犀鳥 Ocyceros gingalensis (Shaw, 1812)
- 彎嘴灰犀鳥 Ocyceros birostris (Scopoli, 1786)

## 外部連結
- 维基共享资源上的相關多媒體資源：灰犀鸟属
- 維基物種上的相關：灰犀鸟属